# 乃下未帆
乃下 未帆（のした みほ、6月20日 - ）は、日本の女優、歌手、元グラビアアイドル。千葉県浦安市出身。
2021年6月20日より、ソロユニット Canary（キャナリー）の乃下未帆として活動開始。
ファンの総称は「MIHOLIC」。

## 略歴
- 2010年、2010年ミスマガジン2010セミファイナリスト（ベスト16）に選ばれる[1]。
- 2011年〜2017年、ダンスボーカルユニットVIC:CESSにメインボーカルのMIHOとして所属[2]。一部の楽曲では作詞も担当した。
- 2019年6月22日、初のワンマンライブ「unite!!」を六本木morph-tokyoで開催した。
- 2019年8月8日、ギタリストの青木将と入籍したことを自身のTwitterで報告し[3]、公私ともにパートナーとなった。
- 2019年12月28日、2ndワンマンライブ「BRIGHT!!」を渋谷Gladで開催した。
- 2021年6月19日、20日、短編音楽劇 「鬱くしい月」を鉄板ベイビー渋谷店で開催した。2日目の20日には今後ソロユニットのCanaryとして活動することを発表した[4]。
- 2022年7月2日、3rdワンマンライブ「Restaurant Canary」を目黒BLUES ALLEY JAPANで開催した。
- 2022年12月10日、4thワンマンライブ「Canary meets Swing!!」を六本木BIRDLANDで開催した[5]。。
- 2023年6月20日、5thワンマンライブ「ザ★ベストヒットキャナリー」を六本木BIRDLANDで開催した[6]。
- 2024年1月7日、6thワンマンライブ「ザ★ベストヒットキャナリー」IN 東京タワーをclub333で開催した[7]。
- 2024年6月20日、7thワンマンライブCanaful Dream Landを目黒 BLUES ALLEY JAPANで開催[8]。新曲のSTORM、ゆらゆら、シナモンシュガー〜I got you baby〜を披露した[9]。
- 2025年2月26日、スターダストレビューの25枚目のアルバム星屑冒険王にコーラスとして参加した[10][11]。
- 2025年6月22日、8thワンマンライブ『牡丹に蝶』を青山月見ル君想フで開催[12]。

## 人物
幼少期よりクラシックバレエを始める。お気に入りの演目はジゼル。高校2年生の時に、浦安市文化会館大ホールで上演された市民ミュージカルの主役に抜擢される。エイベックス・アーティストアカデミーを卒業後、女優、グラビアアイドル、ダンスボーカルユニット、ソロボーカリストを経験し、現在は音楽プロジェクトチームCanaryの乃下未帆として活動中。イメージカラーはイエロー。
大の深夜ラジオ好きで、2000年代のオールナイトニッポンをほぼ網羅。現在はTBSラジオのハライチのターン、おぎやはぎのめがねびいき、ニッポン放送の霜降り明星のオールナイトニッポンなどを愛聴。
好きなテレビ番組は、関ジャム、LOVE MUSIC、MUSIC FAIR、ブラタモリ、マツコ会議、月曜から夜更かし。
T.M.Revolutionのファンで、turboに入会していた。

## 乃下未帆としてデビューする以前

### 舞台
- 赤い靴（2005年3月6日、浦安市文化会館大ホール） - 主人公カーレン 役
- アルプスの少女ハイジ（2006年10月9日、神奈川県城山町公演） - アンサンブル
- ごんぎつね、つるのおんがえし（2006年12月、三越劇場 ） - 少年・三太 役 / 森の動物 役
- 人魚姫（2007年 - 2008年、三越劇場 他、地方公演） - マリリン 役 / アンサンブル
- 白雪姫（2008年、地方公演） - 7人の小人ミン 役
- ごんぎつね、つるのおんがえし（2008年、地方公演） - ごんぎつね 役 / 森の動物 役
- We Love Music（2008年12月4日 - 7日、明石スタジオ） - メロディ 役
- 孫悟空（2008年 - 2009年、地方公演） - 紅孩児 役
- Re:きみに…（2009年4月2日 - 4日、吉祥寺曼荼羅） - 女子高生 役
- アルプスの少女ハイジ（2009年、地方公演） - アンサンブル
- おほしさまのなみだ（2009年12月9日 - 13日、荻窪メガバックスシアター） - 女子大生 役

### 映画
- 国士館大学ショートフィルム「bud」（2008年7月20日公開） - 女子大生：恭子 役
- ヤッターマン（2009年3月公開） - Merry DOROで騙される赤いコートの女性 役、他

### テレビ
- TBS 中居正広の金曜日のスマイルたちへ（2008年1月25日放送） - 再現ドラマ：神業リフォーム
- NTV 行列のできる法律相談所（2008年3月16日放送） - 再現ドラマ：本村弁護士の初恋の相手 役
- スカパー! エンタ371「ピグニック」

### CM
- WILLCOM NoLimitハニービー（2008年1月放送）
- ダンロップ タイヤセレクト（2008年3月放送）
- グリコ walkywalky （2008年4月放送）
- ジャパネットたかた（電子辞書、大画面テレビ）（2008年4月放送）

### 雑誌
- 近代映画社「エルティーン」
- 実業之日本社「My Birthday」
- 主婦の友社「HanaChu」
- 新潮社「nicola」
- 私立中村高校ポスター＆パンフレット（2005年）
- 白夜書房「Audition」（2007年10月号）
- オリックスリビング（2008年1月 - 3月）
- オリコンエンタテイメント「De-View」

## 乃下未帆としてデビューした以降

### 舞台
- アリスインデッドリースクール（2010年10月14日 - 17日、六行会ホール ） - 高森朝代 役
- 落下ガール（2011年2月3日 - 6日、渋谷区文化センター大和田・伝承ホール） - 普天間愛 役
- stranger than paradise〜深愛〜（2011年8月9日 - 14日、シアターグリーンBOX in BOX THEATER） - 相沢翔子 役
- ギンノキオク（2011年9月17日 - 19日、あうるすぽっと） - 樹里 役
- きみとぼくのあしあと（2012年9月20日 - 24日、シアターグリーンBOX in BOX THEATER） - 美雪 役
- ギンノキオク3（2013年9月26日 - 30日、シアターグリーンBOX in BOX THEATER） - 凛子 役
- みゆき食堂（2014年4月23日 - 27日、ザムザ阿佐谷） - ゆかり 役
- 赤毛のアン（2014年11月15日 - 16日、東京国際フォーラム） - VIC:CESSとしてアンサンブルで出演
- ART〜愛とロマンと哲学と〜（2014年12月23日 - 28日、浅草花やしき 花やしき座） - エイミー 役
- 美しく燃える夜（2016年1月20日 - 24日、シアターKASSAI） - ハル 役
- 絡マリ（2017年2月7日 - 8日、新宿THEATER BRATS / 2月22日 - 24日、函館市芸術ホール） - まゆみ 役
- STAND BY WE（2017年10月7日 - 10日、新宿THEATER BRATS / 10月27日 - 28日、Club COCOA） - 三船結 役
- イッショウガイ（2017年12月22日 - 28日、シアターモリエール） - 大塚葉月 役
- 日本縦断!ジッコワゴン!（2018年4月19日 - 22日、シアターブラッツ） - 8作品中6作品に出演（役名は全て乃下未帆）
  - ① 大切なご報告。 - アイドルグループworld is mineのメンバー（センターポジション）役
  - ② 戦隊ヒーロー。 - アニマル戦隊ZOOレンジャーのヒポポタマスピンク 役
  - ④ この中に。 - 飛行機の中の急病人こと必死なグラビアアイドル 役
  - ⑤ 上京。 - 東京に住むことになった杏奈と、SNSを通じて知り合った友人 役
  - ⑦ とある山奥の洋館。 - 洋館に現れる謎の女 役
  - ⑧ 映画の名シーンのスピンオフ。 - 結婚式で駆け落ちする新婦の友達 役
- 日本縦断！ジッコワゴン！（2018年6月15日 - 17日、新浦安　t-en)
  - ①「君の心の声を聞かせてよ」 - 主人公
  - ③「ダンスレッスン 男ver.」 - 生徒3 役
  - ⑤「井戸端会議」 - 社員4 役
  - ⑥「パリに行く君 男ver. ＆ 女ver．」 - 美雪 役
  - ⑧「引っ越し 女子ver.」 - 後輩3 役
- 日本縦断！ジッコワゴン！（2018年9月16日 - 17日、函館　Gスクエア)
- グーとパーでチョキを出す（2018年9月27日 - 10月1日、中野 劇場MOMO） - ナカタニ サキ 役
- 藍寫眞-アオシャシン-（2019年1月17日 - 20日、シアターグリーンBIG TREE THEATER） - 政治家の婚約者 役
- CONCONZOKUZOKU②（2020年3月13日 - 15日、大塚ドリームシアター)
  - ①「天使と悪魔」 - 主役、ブラックエンジェル 役
  - ④「三者面談」 - ヤンママ 役
  - ⑤「ちょい上行きたガール」 - OL 役
  - ⑧「まいっちんぐまりな先生」 - 生徒 役
  - ⑨「金田一」 - 謎の女 役
  - ⑫「卒業式」 - 謎の女 役、ヤンママ 役
  - ⑬「引っ越し」 - 後輩 役
  - ⑮「ドクターイトー」 - 謎の女 役

### 映画
- 今田探偵事務所（2011年10月8日公開） - 木下麻衣子 役
- スキャンダル（2012年3月31日公開、アップリンクFACTORY） - 観客 役
- 時空警察ヴェッカー デッドリーナイトシェード（2012年10月10日公開） - スミレ（バイオロイド「DOLL」）役

### テレビ
- BS11 家電'Walker（2011年4月8日 - 2012年8月4日） - 家電ガールズ
- TVK ありがとッ!（2012年2月8日放送） - VIC:CESSで出演
- TBS ツボ娘（2011年6月19日放送） - ゲスト出演
- NTV ものまねグランプリ（2012年4月1日放送） - globeのKEIKOのものまね（DEPARTURES披露）

### テレビドラマ
- NHK 大河ドラマ 平清盛 第5・7話（2012年2月5日・19日放送） - 佐藤義清の侍女　役

### ラジオ
- MBS まだまだゴチャ・まぜっ!〜集まれヤンヤン〜 ヤンヤンガールズ（第3期 2011年4月17日 - 2012年4月15日）
- レインボータウンFM ぐらび屋（2011年 - 2012年）
- レインボータウンFM 大江戸アイドルコレクション（2011年 - 2012年）
- レインボータウンFM VIC:CESSの江東上陸作戦 レギュラー（2011年9月27日 - 2017年5月23日）
- ZIP-FM Lovers BEAT VIC:CESSレギュラー (2011年10月1日 - 2012年1月14日）
- レインボータウンFM 乃下未帆のこの枠まるっといただきます!（2012年4月10日）
- NACK5 NACK de ROCK (2017年1月16) - ゲスト出演
- 渋谷のラジオ 渋谷のサンデー〜神ニの愉快な仲間たち〜（2018年4月15日、9月2日、10月7日、11月4日、12月2日）
- FM星空ステーション（八王子FM）神部冬馬のトランスファーRadio（2018年11月17日、24日）
- NACK5 NACK de ROCK (2019年6月10) - ゲスト出演
- FM星空ステーション（八王子FM）神部冬馬のトランスファーRadio（2019年7月20日、27日）
- NACK5 NACK de ROCK (2021年6月14日) - ゲスト出演
- コマラジ Selfish Girl! (2022年4月15日) - ゲスト出演
- NACK5 NACK de ROCK (2022年6月6日) - ゲスト出演
- コマラジ remedy night (2022年6月21日) - ゲスト出演
- コマラジ "WE"DNESDAY LOVES MUSIC!! (2022年7月13日) - ゲスト出演

### CM
- B-R サーティワン（2010年）

### WEB
- デジカメWatch「西川和久のフォトジェニック・ウィークエンド」（2010年6月）
- 美女時代（2010年10月）
- 美人時計（2011年7月）
- オービットチャンネル

### DVD
- のしたん（イメージDVD 2011年2月26日発売）
- Ambitious Girls〜アンビシャスガールズ〜（舞台DVD 2020年7月発売）喫茶ポエムのママ 五十嵐早希 役

### DVD/Blu-ray
- unite!! (1stワンマンライブ 2019年11月29日発売）
- BRIGHT!! (2ndワンマンライブ 2020年6月20日発売）

### CD
シングル
- sad kiss×cor cantus〜コルカントゥス〜　アコースティックCD（2018年12月22日発売）
  1. sad kiss
作詞：乃下未帆　作曲：KOHEI　編曲：青木将
  2. cor cantus〜コルカントゥス〜
作詞：乃下未帆　作曲：KIRO-KEN　編曲：青木将
- trap×とりあえず晴れ（2019年5月18日発売）
  1. trap
作詞：乃下未帆　作曲：青木将
  2. とりあえず晴れ
作詞：乃下未帆　作曲：青木将

アルバム
- unite!!（2019年6月22日発売）
  1. とりあえず晴れ
作詞：乃下未帆　作曲：青木将
  2. FAKE
作詞：乃下未帆　作曲：佐藤シンゴ
  3. 咆哮
作詞：乃下未帆　作曲：KOH　編曲：DAI
  4. sad kiss
作詞：乃下未帆　作曲：KOHEI
  5. ジレンマ～月と太陽～（しょーたいむremix）
作詞：乃下未帆　作曲：noBoo
  6. beautiful 30s
作詞：乃下未帆　作曲：青木将
  7. natural
作詞：乃下未帆　作曲：青木将
  8. trap
作詞：乃下未帆　作曲：青木将
  9. unite!!
作詞：乃下未帆　作曲：青木将

オムニバス
- KONAMI GITADORA Tri-Boost Original Soundtrack Volume.03（2018年2月14日発売）
17曲目、29曲目の「Pretty Trying / Nine Universe」のボーカルを担当
作詞：kihiro(LOKA)　作曲：pw.a　編曲：pw.a / DAIHEI
- KONAMI GITADORA EXCHAIN Original Soundtrack（2020年7月15日発売）
Disc1 25曲目の「Killing my Heart / Nine Universe」のボーカルを担当
作詞：乃下未帆　作曲、編曲：Nice Universe

### 作詞
VIC:CESS
- Regret Blue（2013年6月20日）
- Shooting star（2014年6月25日)
- 叫べ（2015年6月30日）
- Cor Cantus～コルカントゥス～（2015年6月30日）
- MIHO生誕曲 ジレンマ〜月と太陽〜（2015年7月7日）
- 笑うが勝ち（2016年2月1日）
- ビリーバー（2016年2月1日）
- MANA生誕曲 Treasure（2016年4月6日）
- Effect（2016年12月9日）
- oh,my lover（2016年12月9日）

KNU
- GET YOUR DREAM（2015年12月8日）
- STAND UP WOMAN（2017年4月28日）
- それゆけコボレンジャー（2017年4月28日）
- パラダイスッ☆脳内恋愛（2017年4月28日）
- ありがとう、またね。（2018年4月29日）

Vi→sh!
- New place（2013年12月9日） 作詞補佐

Cheering Party
- Don't give up（2018年11月24日）
- 恋するLIFEの応援歌（2018年12月25日）

iPASS
- iD-BOY（2020年12月8日）
- PASS YOUR HEART（2020年12月8日）

### ミュージックビデオ
- ゴールデンボンバー 「また君に番号を聞けなかった」（2010年9月公開）
- ゴールデンボンバー 「いいひと」（2011年11月公開）
- ゴールデンボンバー 「水商売をやめてくれないか」（2016年3月公開）
- ゴールデンボンバー 「首が痛い」（2019年11月公開）
- ゴールデンボンバー 「踊るなよ」（2023年2月公開）

### バーチャルカラオケ
- DAM 北空港 2950-17
- DAM ふたりの愛ランド 2950-20

### 写真集
- 写真詩集 のしたのことば（2019年6月22日発売）

### 雑誌
- 講談社週刊少年マガジン（2010年）
- 東スポ（2010年4月24日発売）乃下未帆紹介記事
- フリーペーパー 浦安に住みたい（2010年11月号）乃下未帆紹介記事

### アートワーク
- スターダストレビュー　アルバム「還暦少年」ジャケットイラスト　(2018年6月27日)
- 恵比寿「焼肉トラジ」壁面イラスト
- 舞台「アイイジョウ」フライヤーイラスト(2019年3月)

### ギター・コレクション
ATELIER Z 根本 要 Signature Type-2 FRD
TAYLOR BT2"Baby Taylor"

## Canaryとしての活動

### CD
シングル
- ダンスホール×雨でよかった（2023年5月4日発売）[14]
  1. ダンスホール
作詞：乃下未帆　作曲：青木将
  2. 雨でよかった
作詞：乃下未帆　作曲：青木将

ミニアルバム
- マーブル（2021年6月20日発売）
  1. let's get bright!!
作詞：乃下未帆　Syo Aoki　作曲：Syo Aoki
  2. monologue
作詞：乃下未帆　作曲：Syo Aoki
  3. パパ
作詞：乃下未帆　作曲：乃下未帆
  4. 君だけがいない冬
作詞：乃下未帆　作曲：Syo Aoki
  5. JUST GET LOST
作詞：乃下未帆　作曲：Syo Aoki
  6. unite!! beyond generetion-
作詞：乃下未帆　作曲：Syo Aoki　編曲：杉田 裕(THE JAYWALK),Syo Aoki

### CD未収録曲
- アーバンハイツ201[15][16]
作詞：乃下未帆　作曲：Syo Aoki
- 珊瑚礁
作詞：乃下未帆　作曲：Syo Aoki
- song for you
作詞：乃下未帆　作曲：Syo Aoki
- モンステラ
作詞：乃下未帆　作曲：Syo Aoki
- STORM
- ゆらゆら
- シナモンシュガー〜I got you baby〜

### ミュージックビデオ
- Canary 「monologue」（2020年10月31日公開）
- Canary 「君だけがいない冬」（2020年11月7日公開）
- Canary 「JUST GET LOST」（2020年11月14日公開）
- Canary 「let's get bright!!」（2021年6月25日公開）
- Canary 「パパ」（2021年7月1日公開）
- Canary 「unite!! -beyond generation-」（2021年7月8日公開）

### ラジオ
- ミュージックバード・SPACE DIVA サテライトボイス in お台場 ODAIBA RAINBOW STATION（2021年6月25日）- ゲスト出演
- ミュージックバード・SPACE DIVA サテライトボイス in お台場 ODAIBA RAINBOW STATION 2021年7月9日）- ゲストパーソナリティ出演[17]
- レインボータウンFM Canary・ハシキンのユニゾンコンバッチ（2021年10月7日 - 2022年9月22日）- レギュラー
- サンシャインFM MUSIC ENTERTAINMENT MIYAZAKI（2022年2月27日）- ゲスト出演
- NACK5 NACK de ROCK (2023年4月3日、10日) - ゲスト出演
- コマラジ "WE"DNESDAY LOVES MUSIC!! (2023年4月26日) - ゲスト出演
- コマラジ Sweet Time Paradise 青い鳥を探して (2023年5月10日) - ゲスト出演
- ミュージックバード・SPACE DIVA サテライトボイス in お台場 ODAIBA RAINBOW STATION（2023年5月12日）- ゲストパーソナリティ出演[18]
- ニッポン放送 オールナイトニッポン0(ZERO)～Hakuna SP～（2023年5月13日）ゲスト出演[19][20][21]
- ODAIBA TV 夜に咲くひまわり（2023年10月27日 - ）- レギュラー
- Shibuya Cross-FM アーティスト応援部（2023年11月11日）- ゲスト出演
- 鳥越アズーリFM のりタケのハピフラナイト（2023年11月17日）- ゲスト出演
- NACK5 NACK de ROCK (2025年5月19日) - ゲスト出演

### 雑誌
- プレイヤー・コーポレーション Player（2021年8月号）乃下未帆、青木将インタビュー[22]